# Koen De Bouw
Koen De Bouw (Turnhout, 30 september 1964) is een Vlaamse acteur.

## Carrière
De Bouw studeerde theater aan de Studio Herman Teirlinck te Antwerpen. Direct na het beëindigen van zijn studies maakte hij zijn filmdebuut. Daarna vertolkte hij de hoofdrol in meer dan 30 Belgische en internationale films alsook in talloze televisieseries die verschillende internationale prijzen in de wacht sleepten. De Bouw heeft sinds lange tijd een samenwerking met bekende Belgische regisseurs als Jan Verheyen en Erik Van Looy. Met Jan Verheyen maakte hij onder andere Vermist (2007), Dossier K. (2009), Het vonnis (2013) en Het tweede gelaat (2017). Onder leiding van Erik Van Looy speelde hij de hoofdrol in De zaak Alzheimer (2003), Loft (2008) en De premier (2016).
Samen met Matt Bomer en Kelsey Grammer speelde De Bouw in de Amerikaanse Amazon-serie The Last Tycoon (2016-2017), een creatie van Billy Ray. In België was De Bouw ook te zien als de enigmatische Jasper Teerlinck in de serie Professor T. (2015-2018), die 3 seizoenen op Eén heeft gelopen, met remakes in Frankrijk en Duitsland. In 2019 werkte De Bouw aan Grenslanders, een Belgisch-Nederlandse coproductie voor VRT, Glad IJs, een reeks voor VTM en Torpedo, een langspeelfilm in een regie van Sven Huybrechtsen.
Ook in het theater is De Bouw actief. Zo maakte hij regelmatig voorstellingen met Jan Decorte Amlett, In het kreupelhout en O Death in Het Toneelhuis. In het Raamtheater was hij onder andere te zien in het toneelstuk Trojaanse Vrouwen en later ook in Una Giornate Particolare, waarin hij een getormenteerde homoseksueel onder het strenge regime van Mussolini vertolkte.
De Bouw was daarnaast van 2007 tot 2011 presentator van het VTM-tuinmagazine Groene Vingers. In 2022 was hij 1 aflevering jurylid in De Allerslimste Mens ter Wereld.

## Filmografie

### Films
- Caught (1986)
- Han de Wit (1990) - als Han de Wit
- Eline Vere (1991) - als Paul van Raat
- Yuppies (1991)
- Minder dood dan de anderen (1992) - als broer
- Straffe koffie (1997)
- Left Luggage (1998) - als 20-jarige vader van Chaja
- Shades (1999) - als Bob
- Falling Rocks (2000) - als Phil
- Lijmen/Het been (2000) - als Frans Laarmans
- Vallen (2001) - als Benoit
- Bella Bettien (2002) - als Velibor
- Science Fiction (2002) - als Rick Decker
- De zaak Alzheimer (2003) - als Eric Vincke
- Love Hurts (2004) - als Klaus
- De Indringer (2005) - als Tom Vansant
- Exit (2005) - als John
- Verlengd weekend (2005) - als Christian Van den Heuvel
- Knokke Boulevard (2005) - als Eric Murphy
- Nightshift (2006)
- Windkracht 10: Koksijde Rescue (2006) - als Mark Van Houte
- Loft (2008) - als Chris Van Outryve
- Terug naar de kust (2009) - als Harry
- Dossier K. (2009) - als Eric Vincke
- Smoorverliefd (2010) - als Bert
- Groenten uit Balen (2011) - als mijnheer Verheyen
- Brasserie Romantiek (2012) - als Frank
- Het vonnis (2013) - als Luc Segers
- Los Flamencos (2013) - als inspecteur Swiggers
- Broer (2016) - als Mark Lebeer
- Caffè (2016) - als vader van Vincent
- De premier (2016) - als premier Michel Devreese
- Het tweede gelaat (2017) - als Eric Vincke
- Bastaard (2019) - als Filip
- Torpedo (2019) - als Stan
- The Man Who Sold His Skin (2020) - als Jeffrey Godefroi
- La Petite Femelle (2021) - als Duitse militaire arts
- Nowhere (2022) - als André
- Zeppos - Het Mercatorspoor (2022) - als Victor Barral
- WIL (2023) - vader Metdepenningen
- Julie zwijgt (2024) - Tom
- Largo Winch: Le prix de l’argent (2024) - Rudy Gessner
- The Last Front (2024) - als dr. Janssen

### Televisieseries
- Moeder, waarom leven wij? (1993) - als Louis
- Wittekerke (1995-1996) - als Stef Tavernier
- Thuis (1996-1997) - als Lou Swertvaeghers
- De Jacques Vermeire show (1998)
- Windkracht 10 (1998) - als Mark Van Houte
- Engeltjes (1999)
- Stille Waters (2001-2002) - als Rob De Laet
- Sedes & Belli (2002-2003) - als Frank Sedes
- Koning van de wereld (2006) - als Romain Vandewalle
- Vermist (2008-2010, 2014) - als Walter Sibelius
- Los zand (2009) - als Willem Hendrickx
- Salamander (2012-2013) - als Joachim Klaus
- Achter de feiten (2014) - verschillende rollen
- Cordon (2014) - als Bob Blyweerts
- Deadline 25/5 (2014) - als Willem Vermaelen
- The Team (2015) - als Frank Aers
- Professor T. (2015-2018) - als professor Jasper 'T.' Teerlinck
- The Last Tycoon (2016-2017) - als Tomas Szep
- Bullets (2018) - als oligarch
- Grenslanders (2019) - als Bert Dewulf
- HannaH & Co (Heren van Herzele) (2020) - als hoofd
- Niets Te Melden (2020) - als inspecteur Staes
- Red Light (2020-2021) - Inspecteur Sam De Man
- Glad IJs (2021) - als Leon Dewaele
- Twee Zomers (2022) - als Stef Van Gompel
- Dag & Nacht (2023, 2025) - als Jacob
- Alter Ego (2023) - als secondant
- Styx (2024) - als dr. Stijn Vrancken

### Gastrollen
- Langs de kade (1989) - als dokter
- 12 steden, 13 ongelukken (1991) - als Ron
- F.C. De Kampioenen (1991) - als Wouter Smeets
- Bex & Blanche (1993)
- Ons geluk (1995) - als Frans
- De Kotmadam (1996) - als kandidaat praeses
- Heterdaad (1996) - als Alex Cools
- De Raf en Ronny Show (1998) - als gast
- Deman (1998) - als Mario Tytgat
- Windkracht 10 (1997) - als luitenant SIE
- Flikken (1999) - als Erik Francken
- Heterdaad (1999) - als Kurt Van Campenhout
- Recht op Recht (2001) - als Dennis Moerman
- Baantjer (2001) - als Francesco Fiorini
- Rupel (2004) - als Peter Huybrechts
- Aspe (2006) - als Maarten Box
- Witse (2008) - als Dirk Nuyens
- Anneliezen (2010) - als Jeroen Van Donuts
- Witse (2010) - als Peter Claessens
- Safety First (2013) - als zichzelf
- Hij komt, hij komt... De intrede van de Sint (2015) - als Daan
- Splinter (2023) - als Luc

## Theater
- Una giornata particolare (2006-2008)
- Trojaanse vrouwen (2005-2007)
- De wet van engel (2003-2006)
- O Death (2003-2004)
- Poes, poes, poes (1,2,3,4,5) (2002-2004)
- Amlett/Hamlet (2000-2002)
- Marieslijk (1999-2000)
- 3 Koningen (1993-1994)